# シェルブールの雨傘
『シェルブールの雨傘』（シェルブールのあまがさ、Les Parapluies de Cherbourg 英題:The Umbrellas of Cherbourg）は、ジャック・ドゥミが脚本・監督した1964年のフランス・西ドイツ合作の恋愛映画。ミシェル・ルグランが音楽を担当したミュージカル映画である。この映画の会話は、何気ない会話も含めて完全にレチタティーヴォとして歌われている。第17回カンヌ国際映画祭でグランプリを受賞した。
スティーヴン・ジェイ・シュナイダーの『死ぬまでに観たい映画1001本』に掲載されている。

## 概要
全編音楽のみで他の台詞が一切ないミュージカルであり、映画としては画期的な形式であった。ルグランによる音楽が大評判となり、特に主題曲は世界中で大ヒットした。のちに舞台化もされ、世界各国で上演されている。
ドヌーヴの出世作となった作品だが、出演者は歌の素人のため、すべて歌手による吹き替えである。
過去に何度かリマスターが行われている。2009年には製作45周年を記念し、日本において今作品初のデジタルリマスター版が世界に先駆けて公開された。2013年にはデジタル修復完全版が作られ、第66回カンヌ国際映画祭のカンヌ・クラシックスで上映された。

## ストーリー
- 第一部　旅立ち　1957年11月-
アルジェリア戦争まっただ中のフランス。港町シェルブールに住む20歳の自動車整備工ギイと17歳のジュヌヴィエーヴは結婚を誓い合った恋人同士。ギイは病身の伯母エリーズと、ジュヌヴィエーヴはシェルブール雨傘店を営む母エムリ夫人と暮らしている。エムリ夫人は２人が若過ぎる事を理由に結婚に反対するが、２人は将来生まれて来る子供の名前（女の子だったらフランソワーズ）を考えたり、自分たちのガソリンスタンドを持つ夢を語り合ったりと、幸福な恋愛を謳歌していた。
そんなある日、エムリ夫人に莫大な額の納税通知書が届く。切羽詰まっていたエムリ夫人は、娘に説得され、大切なネックレスを売る決心をして、娘を連れて宝石店へ行った。店主との交渉はうまく進まなかったが、たまたま居合わせた宝石商ローラン・カサールが、その場でネックレスを購入してくれた。
やがてギイに召集令状が届き、アルジェリア戦争において2年間の兵役をつとめることになった。尽きる事無く別れを惜しむギイとジュヌヴィエーヴ。その夜、2人は結ばれた。ギイは幼馴染みのマドレーヌに伯母の世話を頼み、ジュヌヴィエーヴと永遠の愛を誓い合って、シェルブール駅で別れを告げ入営する。

- 第二部　不在　1958年1月-
ある日、エムリ夫人は町でカサールと出会い、食事に招待する。妊娠していることを知ったジュヌヴィエーヴは、ギイからほとんど手紙が来ないことを不安に感じていた。ジュヌヴィエーヴが気分が悪いと休んだ後、エムリ夫人に引き止められたカサールは、ジュヌヴィエーヴに結婚を申し込むつもりだったことを打ち明ける。ジュヌヴィエーヴに出会い、カサールは失っていた人生の目標を見つけることができたのだった。決めるのは本人なので、押しつけないように頼み、カサールはまた旅に出る。
手紙で妊娠を知ったギイからは、2月に「男の子だったら名前はフランソワ」と喜びの返事が届く。だが、ギイを待ち続けていたジュヌヴィエーヴは、次第にカサールに心を開き、子どもを一緒に育てようという求婚を受け入れる。結婚からしばらくして、エムリ夫人も店を処分し、娘が住むパリへと移住する。

- 第三部　帰還　1959年3月-
足を負傷し除隊となって帰郷したギイはシェルブール雨傘店を訪れるが、店は所有者が変わっていた。ジュヌヴィエーヴの結婚と移住を聞かされたギイは自暴自棄となり、復職した整備工場も些細なトラブルで退職して酒と娼婦に溺れる。朝帰りした彼を待っていたのは伯母エリーズの死の報せだった。ギイは出て行こうとするマドレーヌに「僕の力になってほしい。行かないでくれ。」と頼み、マドレーヌはとりあえず出て行くのをやめる。ギイは、マドレーヌに「仕事をしない今のあなたは大嫌い」と言われて一念発起し、伯母の遺産でガソリンスタンドを始めることに決めた。立ち直ったギイに、マドレーヌも心を開き、結婚する。

- エピローグ　1963年12月-
ある雪の夜、妻マドレーヌと息子フランソワがクリスマスの買い物に出ていった後、一台の車がギイのガソリンスタンドに給油に訪れる。運転席にはジュヌヴィエーヴが、助手席には3,4才くらいの女の子が乗っている。入営の日、シェルブール駅で別れて以来の再会だった。事務所で短く言葉を交わす2人。金持ちそうな毛皮のコートに身を包むジュヌヴィエーヴ。娘の名はフランソワーズだと告げ、「会ってみる？」とギイに聞くが、彼は無言で首を振り、互いの幸せを確認し合うと「給油が終わったようだ」と言う。ジュヌヴィエーヴの車が去って行くのと入れ替わりにマドレーヌとフランソワが帰ってくる。すると、ギイは気持ちを切り替え、２人の帰りを大はしゃぎで迎える。ガラス窓のカーテンが家族３人で幸せに楽しく過ごす様子を映し出す。

## 登場人物
- ジュヌヴィエーヴ・エムリ (Geneviève Emery)
演技：カトリーヌ・ドヌーヴ
歌：ダニエル・リカーリ
- ギイ・フーシェ (Guy Foucher)
演技：ニーノ・カステルヌオーヴォ
歌：ジョゼ・バルテル (José Bartel)
- エムリ夫人 (Madame Emery)
演技：アンヌ・ヴェルノン (Anne Vernon)
歌：クリスチアーヌ・ルグラン (Christiane Legrand)
- エリーズおば (Tante Élise)
演技：ミレーユ・ペレー (Mireille Perrey)
歌：クレール・レクレール (Claire Leclerc)
- ローラン・カサール (Roland Cassard)
演技：マルク・ミシェル (Marc Michel)
歌：ジョルジュ・ブランヌ (Georges Blanes)
- マドレーヌ (Madeleine)
演技：エレン・ファルナー (Ellen Farner)
歌：クローディヌ・ムニエル (Claudine Meunier)

## 音楽
- サウンドトラック - ミシェル・ルグラン作曲、ジャック・ドゥミ作詞、1964年。

## 日本での作品化

### 日本での舞台化
日本で初めて舞台化されたのは1983年。映画監督のジャック・ドゥミ氏と作曲家のミシェル・ルグラン氏が全面協力した。
|                          | 1983年              | 1983-1984年 | 1985年   | 1989年   | 1993年   | 1996年   | 1997年   | 2000年 2003年 | 2009年   | 2014年     | 2023年   |
| ------------------------ | ------------------- | ----------- | -------- | -------- | -------- | -------- | -------- | ------------- | -------- | ---------- | -------- |
| ギイ・フーシェ           | 羽賀健二            | 新田純一    | 羽賀健二 | 荒川亮   | 荒川亮   | 松岡英明 | 松岡英明 | 坂本昌行      | 井上芳雄 | 井上芳雄   | 京本大我 |
| ジュヌヴィエーヴ・エムリ | 毬谷友子/江川真理子 | 武田久美子  | 五代真弓 | 仙道敦子 | 小川範子 | 小川範子 | 小川範子 | 藤谷美紀      | 白羽ゆり | 野々すみ花 | 朝月希和 |

### 主題曲
スタンダード・ナンバーとして多くの歌手により歌われている。映画中ではダニエル・リカーリが歌い、同1964年にナナ・ムスクーリもフランス語と日本語で歌っている。日本での主な作品化を記す。
フランス語の原詞
別れを嘆き悲しみ、引き留めようとする内容。小野リサなど
英語の訳詞
I Will Wait for Youと題がつき、恋人の帰りをいつまでも待つ内容になっている。白鳥英美子など
日本語の訳詞
さまざまな訳があるが、英語の詞に沿った内容のものが多い。ナナ・ムスクーリ、木之内みどり、麻丘めぐみ、岩崎宏美、河合奈保子、美川憲一など